# Levonantradolo
Il Levonantradolo (CP 50,556-1) è un cannabinoide sintetico affine al dronabinol (Marinol) sviluppato da Pfizer negli anni ottanta. È circa trenta volte più potente del THC, e ha effetti antiemetici e analgesici grazie all'attivazione dei recettori cannabinoidi CB1 e CB2.
Il Levonantradol non è attualmente più usato in medicina in quanto il dronabinol e il nabilone sono considerati più efficaci nella maggior parte degli usi, tuttavia viene ampiamente utilizzato nella ricerca delle potenziali applicazioni terapeutiche dei cannabinoidi.